# System Bethesda

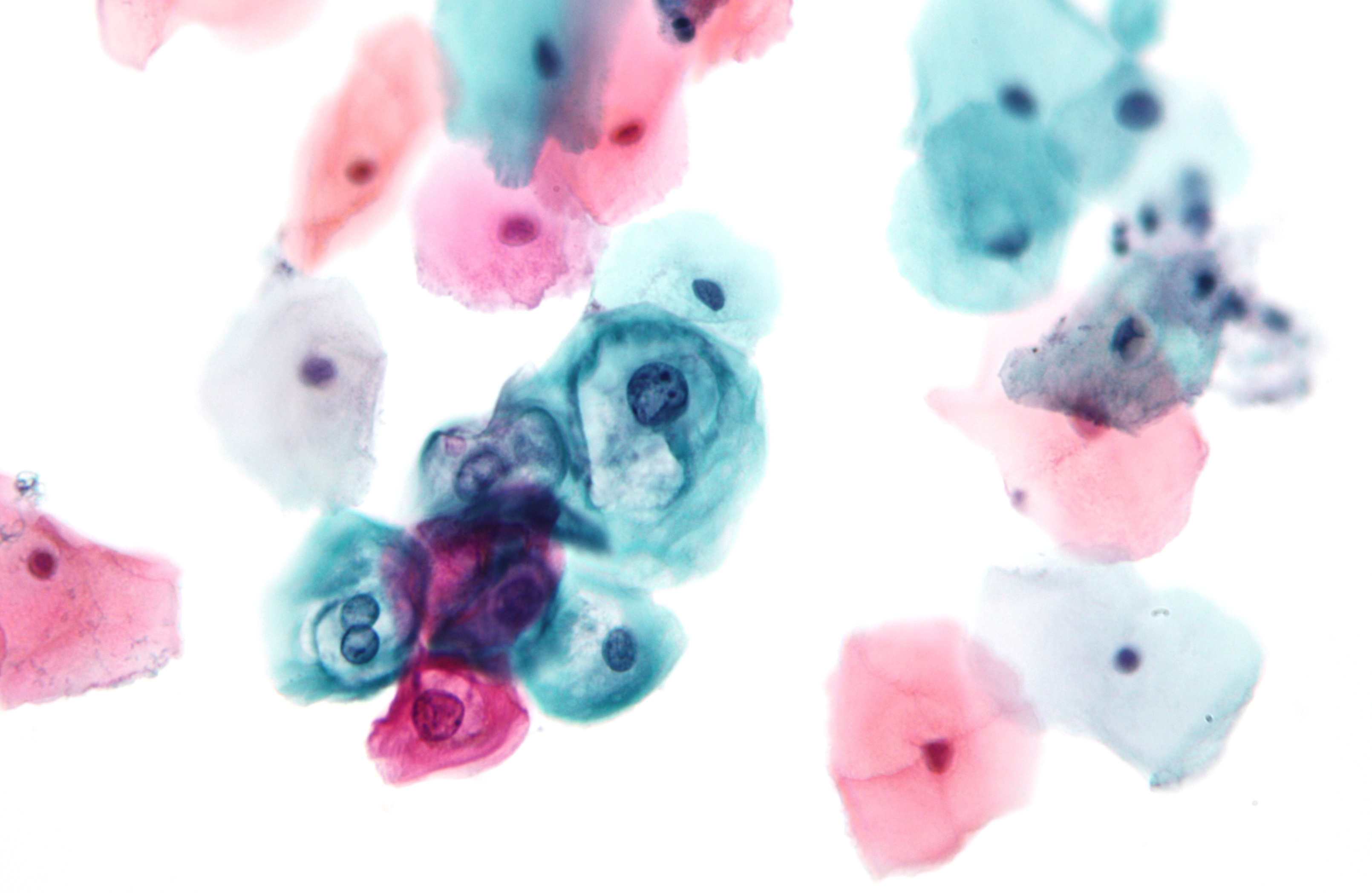
Śródnabłonkowe zmiany dysplastyczne małego stopnia (ang. LSIL)

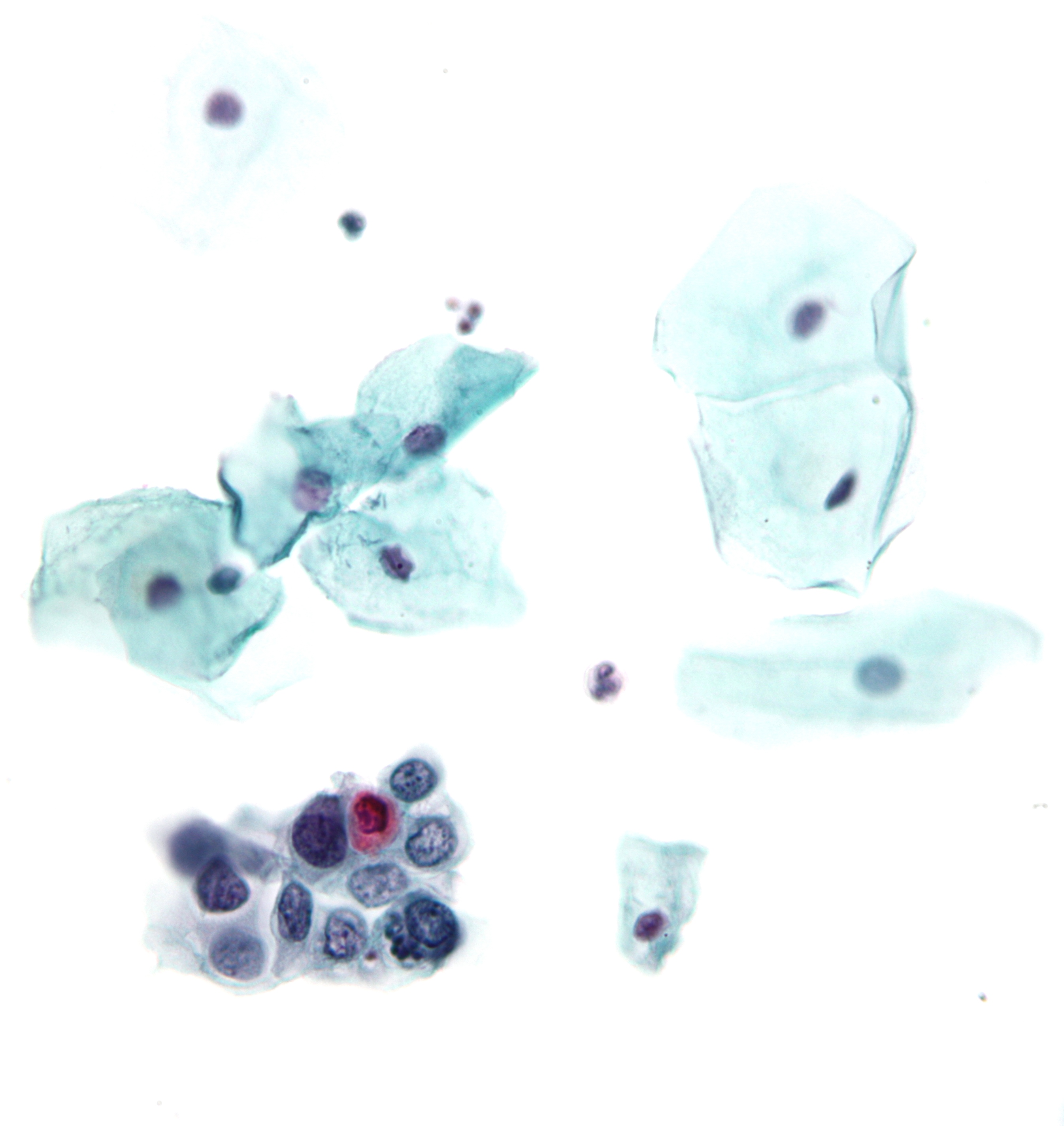
Śródnabłonkowe zmiany dysplastyczne dużego stopnia (ang. HSIL)

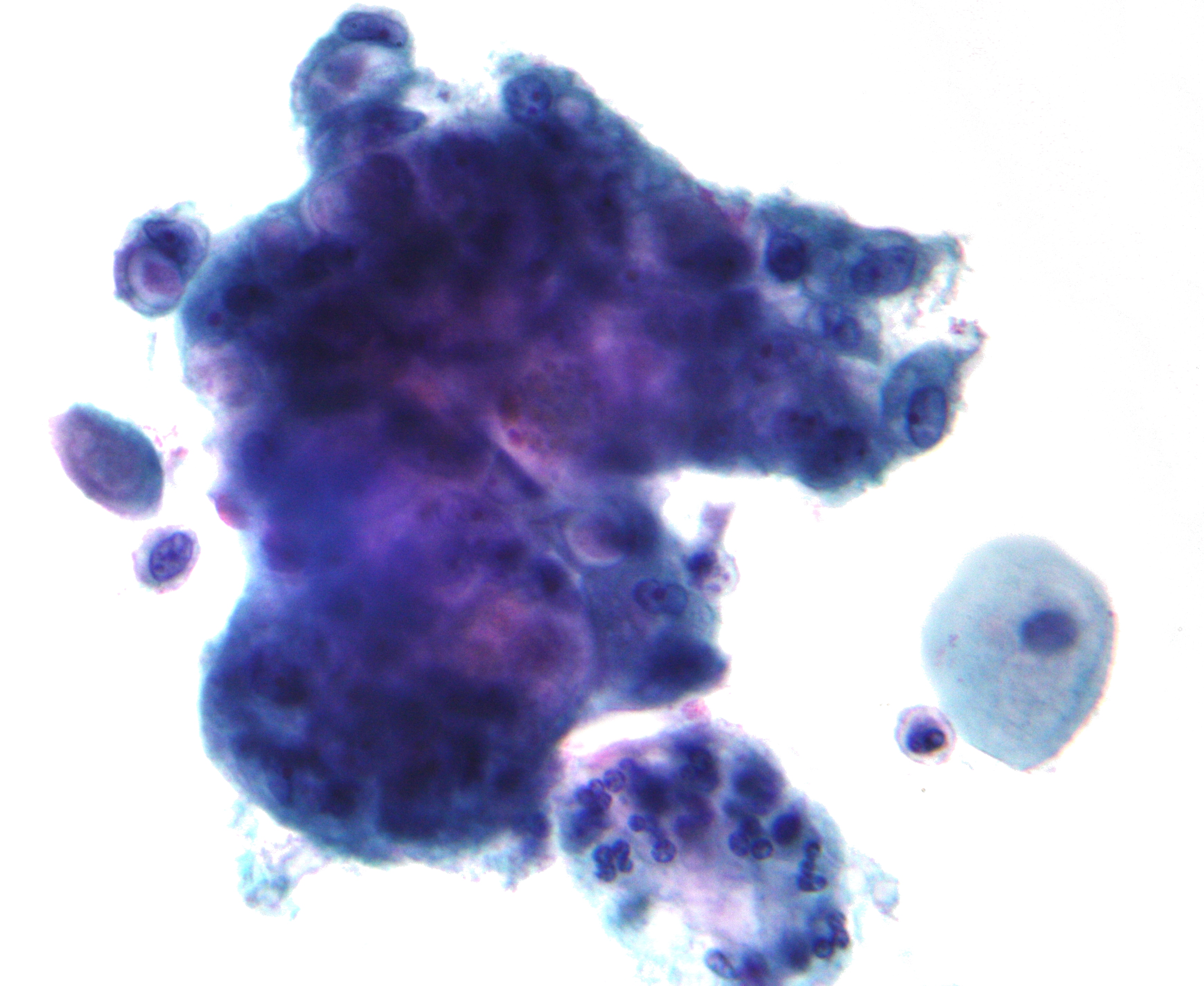
Gruczolakorak

System Bethesda (ang. The Bethesda System, TBS) – klasyfikacja obrazów cytologicznych uzyskanych rozmazów z pochwowej części szyjki macicy. Klasyfikację zaproponowano w 1988 roku, następnie modyfikowano w latach 1991, 2001 i 2014. System Bethesda stosowany jest także do klasyfikacji obrazów z biopsji tarczycy.
W klasyfikacji Bethesda obraz cytologiczny klasyfikuje się jako:
- prawidłowy
- LSIL (ang. low-grade squamous intraepithelial lesion) – śródnabłonkowe zmiany dysplastyczne małego stopnia – odpowiednik CIN I
- HSIL (ang. high-grade squamous intraepithelial lesion) – śródnabłonkowe zmiany dysplastyczne dużego stopnia – odpowiednik CIN II i CIN III

Poza tym, według najnowszych wytycznych z 2001 roku, wprowadzono określenia dla tych komórek rozmazu, które wykazują cechy morfologiczne nie pozwalające ich zakwalifikować do LSIL czy HSIL; są to ASC (ang. atypical squamous cells), podzielone na podkategorie ASC-US (ang. atypical squamous cells of undetermined significance) i ASC-H (ang. atypical squamous cells – cannot exclude HSIL).
Wzór protokołu oceny cytologicznej rozmazu według wytycznych Bethesda 2001 dla rozmazu z szyjki macicy
| A | Typ preparatu cytologicznego            | Konwencjonalny rozmaz cytologiczny albo preparat wykonany inną techniką (np. ThinPrep) |
| B | Jakość rozmazu                          | |
|   | BI                                      | Rozmaz nadaje się do oceny cytologicznej (obecność lub brak komórek kanałowych szyjki macicy, obecność komórek zapalnych, obecność erytrocytów, inne) |
|   | BII                                     | Rozmaz nie nadaje się do oceny cytologicznej (nie wykonano procedury technicznej albo preparat opracowany technicznie i oceniony, ale: ubogokomórkowy, zbyt podsuszony, źle utrwalony, nieczytelny z powodu licznych komórek zapalnych, erytrocytów, z innych powodów) |
| C | Ogólna charakterystyka rozmazu          | |
|   | CI                                      | Nie stwierdza się cech śródnabłonkowej neoplazji (CIN) ani raka |
|   | CII                                     | Obraz cytologiczny jest nieprawidłowy (zobacz interpretacja/ wynik) |
|   | CIII                                    | Inne cechy (np. komórki endometrialne u kobiet ≥ 40 roku życia; zobacz interpretacja/ wynik) |
| D | Ocena za pomocą urządzeń automatycznych | |
| E | Badania dodatkowe                       | |
| F | Interpretacja/ wynik                    | |
|   | FI                                      | Nie stwierdza się cech śródnabłonkowej neoplazji ani raka a) czynniki infekcyjne - Trichomonas vaginalis - grzyby, morfologicznie odpowiadające Candida - zmiany flory bakteryjnej - bakterie morfologicznie odpowiadające Actinomyces - zmiany cytologiczne odpowiadające Chlamydia - zmiany cytologiczne odpowiadające HSV b) inne zmiany nienowotworowe - zmiany odczynowe związane z zapaleniem - zmiany odczynowe związane z radioterapią - IUD (wkładka domaciczna) c) komórki gruczołowe po histerektomii d) atrofia |
|   | FII                                     | Inne zmiany Obecność komórek endometrialnych w rozmazie u kobiet ≥ 40 roku życia |
|   | FIII                                    | Nieprawidłowe komórki nabłonkowe a) komórki nabłonka wielowarstwowego płaskiego - nieprawidłowe komórki nabłonka wielowarstwowego płaskiego - o nieokreślonym znaczeniu (ASC-US) - nie można wykluczyć HSIL (ASC-H) - zmiana środpłaskonabłonkowa małego stopnia (LSIL) (w tym: HPV/CIN I) - zmiana śródpłaskonabłonkowa dużego stopnia (HSIL) (w tym: CIS/ CIN II/ CIN III) - z cechami budzącymi podejrzenie inwazji - rak płaskonabłonkowy b) komórki gruczołowe (AGC, ang. atypical glandular cells) - nieprawidłowe (atypowe) - komórki endocerwikalne - komórki endometrialne - komórki gruczołowe - nieprawidłowe (atypowe) - komórki endocerwikalne prawdopodobnie nowotworowe - komórki gruczołowe prawdopodobnie nowotworowe - gruczolakorak endocerwikalny in situ - gruczolakorak - endocerwikalny - endometrialny - pozamaciczny - bliżej nieokreślony (NOS, not otherwise specified) |
|   | FIV                                     | Inne nowotwory złośliwe |
| G | Wyjaśnienia i sugestie                  | |